# Peteroma conita
Peteroma conita là một loài bướm đêm trong họ Noctuidae.